# مدفع فلاك 18/36/37/41 عيار 8.8 سم
مدفع فلاك 18/36/37/41 عيار 8.8 سم، هو مدفع ألماني مضاد للطائرات ومضاد للدبابات عيار 88 ملم، تم تطويره في الثلاثينيات من القرن العشرين. استخدمته ألمانيا على نطاق واسع خلال الحرب العالمية الثانية وهو أحد أكثر الأسلحة الألمانية شهرة في ذلك الصراع. عرف المدفع عالميًا باسم "آخت-آخت" ("ثمانية-ثمانية") من قبل الألمان و"الثمانية والثمانون" من قبل الحلفاء. ونظرًا لفتكه، خاصة كقاتل للدبابات شكل الثمانية والثمانون مصدر خوف كبير للجنود الحلفاء.

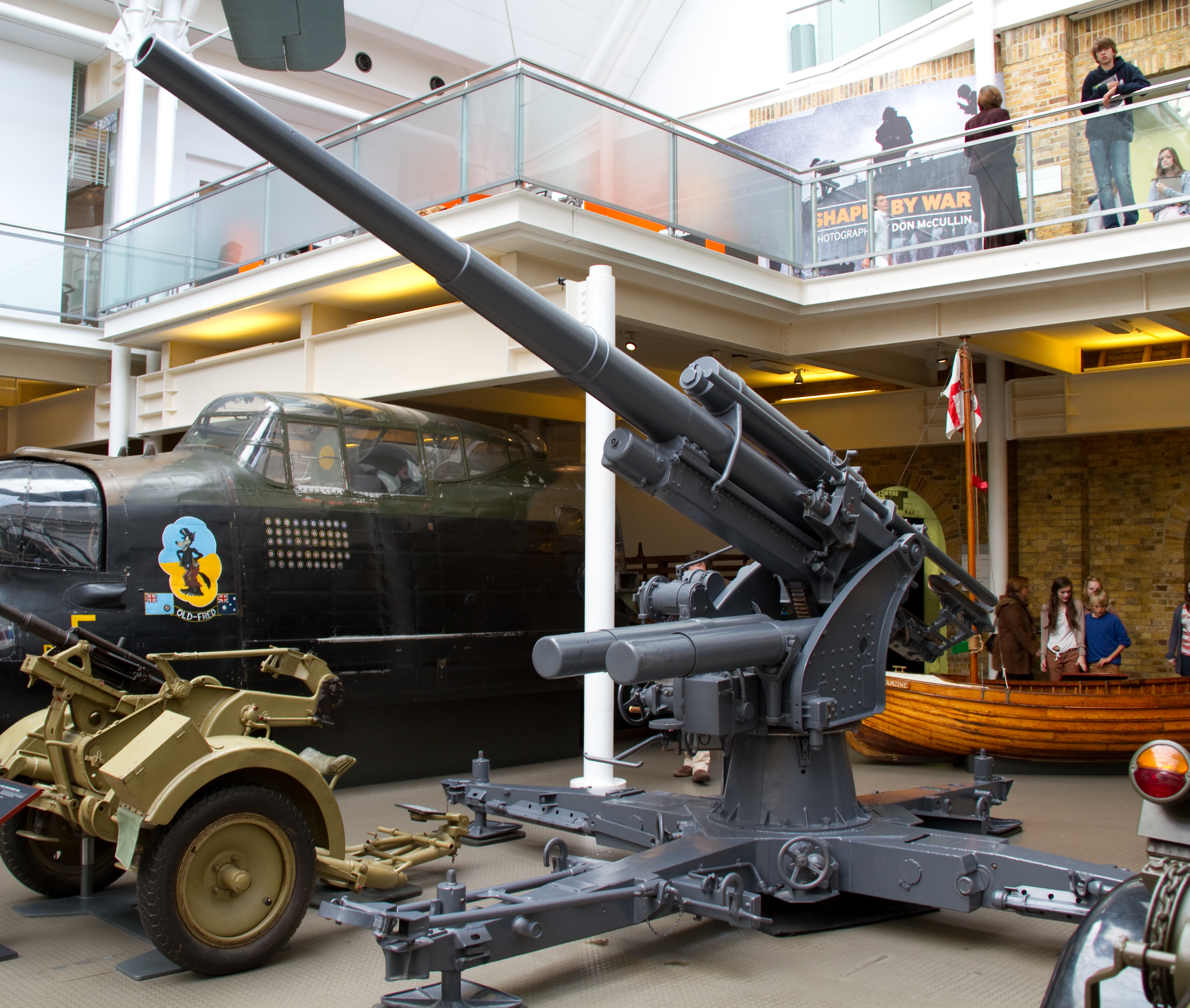
مدفع فلاك 88 في احدى المعارض

تم تطوير النموذج الأصلي ليشمل مجموعة متنوعة من المدافع. يشير اسم المدفع إلى سلسلة من المدافع المرتبطة، حيث سمي النموذج الأول رسميًا فلاك 18 عيار 8.8 سم، تلاه النسخة المحسنة فلاك 36 عيار 8.8 سم، ثم فلاك 37 عيار 8.8 سم. كلمة فلاك هي اختصار للعبارة الألمانية Flugabwehrkanone (يشار إليها أيضًا باسم Fliegerabwehrkanone) والتي تعني "مدفع مضاد للطائرات"، وهو الغرض الأساسي للسلاح. في اللغة الإنجليزية، أصبحت كلمة "flak" مصطلحًا عامًا للنيران المضادة للطائرات الأرضية. عادة ما تم نشر وحدات الدفاع الجوي إما مع كمبيوتر تحكم بالنيران يسمى Kommandogerät ("جهاز القيادة") أو رادار Würzburg محمول، والذي كان مسؤولًا عن دقة المدفع العالية ضد الطائرات.
سمحت العربة متعددة الاستخدامات لمدفع فلاك 8.8 سم بإطلاق النار في وضع مضاد للدبابات وهو لا يزال على عجلاته؛ يمكن نصبه بالكامل في دقيقتين ونصف فقط. أدى استخدامه الناجح كمدفع مضاد للدبابات إلى تطوير مدفع دبابة مبني عليه وهو : KwK 36 عيار 8.8 سم، حيث يشير اختصار "KwK" إلى Kampfwagen-Kanone (حرفيًا "مدفع مركبة قتال")، والمقصود به وضعه في برج مدفع كسلاح أساسي للدبابة. خدم هذا المدفع كسلاح رئيسي لدبابة تايغر الثقيلة الأولى.
بالإضافة إلى هذه التصاميم من شركة كروب، طورت شركة راينميتال لاحقًا مدفع مضاد للطائرات أكثر قوة، وهو فلاك 41 عيار 8.8 سم، والذي تم إنتاجه بأعداد قليلة نسبيًا. في المقابل، استجابت كروب بتطوير نموذج أولي آخر من مدفع 8.8 سم طويل الماسورة، الذي تطور لاحقًا إلى مدفع "PaK 43 عيار 8.8 سم" المضاد للدبابات، والذي استخدم في دبابات "إليفانت" و"ياغدبانثر"، وكذلك مدفع "KwK 43 عيار 8.8 سم" الذي تم تثبيته في برج الدبابة الثقيلة "تايغر 2".

## خلفية تاريخية
بدأ استخدام المدافع المضادة للطائرات خلال الحرب العالمية الأولى، حيث تم تعديل المدافع المستخدمة آنذاك لتصبح قادرة على إسقاط الطائرات. وفي عام 1915، أدركت القيادات الألمانية صعوبة استخدام تلك المدافع، إذ كانت غير قادرة على إسقاط حتى المناطيد والطائرات البطيئة. ومع تزايد سرعة الطائرات، توجهت الجيوش نحو تطوير مدافع جديدة مضادة للطائرات تتمتع بمعدل رمي ناري عالي وسرعة قذف كبيرة، مما يسمح للقذائف بالوصول إلى ارتفاعات مرتفعة. أول مدفع ألماني مضاد للطائرات دخل الخدمة في عام 1917 وكان بعيار 88 ملم.
بعد هزيمة ألمانيا في الحرب العالمية الأولى وطبقًا لمعاهدة فرساي، منعت ألمانيا من امتلاك وتطوير أي أسلحة جديدة. ومع ذلك، بدأت شركة كروب بالتعاون مع الشركة السويدية "Bofors" في تطوير مدفع جديد. كان التصميم الأولي بعيار 75 ملم، لكن بعد عرض النموذج على الجيش الألماني، تم طلب مدفع بقدرة أكبر، ليبدأ التصميم من جديد اعتمادًا على عيار 88 ملم.

## المواصفات

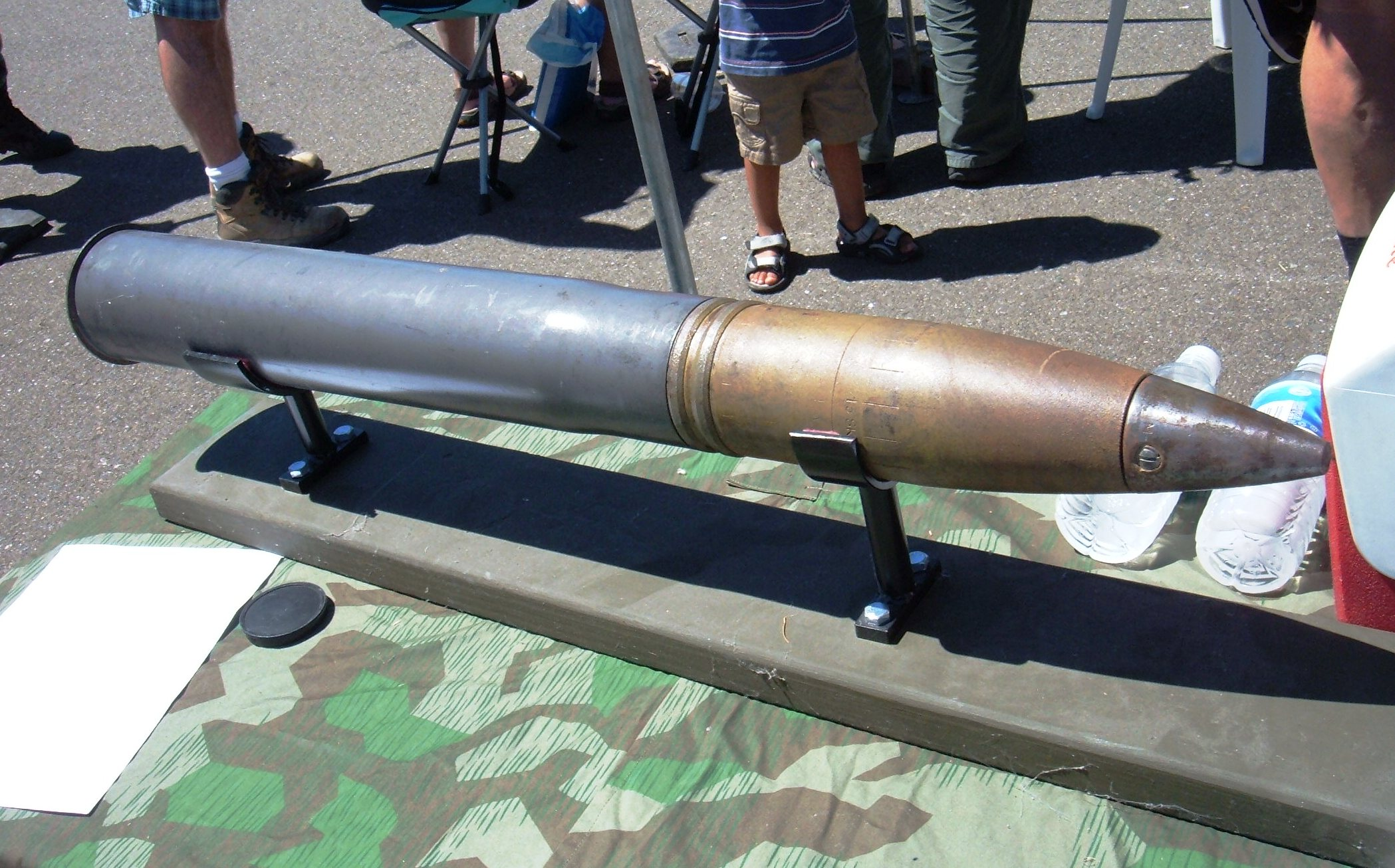
قذيفة 88 ملم مضادة للدبابات خاصة بمدفع فلاك

| المقاييس                  | البيانات                               |
| ------------------------- | -------------------------------------- |
| الطول في حالة إطلاق النار | 7,62 م                                 |
| العرض                     | 2,305 م                                |
| الارتفاع                  | 2,418 م                                |
| طول الماسورة              | 4,93 م                                 |
| المعيار                   | 88 ملم                                 |
| الوزن في حالة إطلاق النار | 5,0 طن                                 |
| الوزن في حالة النقل       | 7,4 طن                                 |
| ارتفاع الماسورة           | −3° إلى +85°                           |
| الحركة العرضية            | 360°                                   |
| سرعة الفوهة               | 820 م/ثا (قذائف شديدة الانفجار "HE")   |
|                           | 795 م/ثا (قذائف مضادة للدبابات "HEAT") |
| وزن القذيفة               | 9,4 كلغ                                |
| المدى الأقصى              | 14,86 كلم                              |
| المدى الفعال              | 10,60 كلم                              |
| معدل إطلاق النيران        | 15–20 قذيفة/الدقيقة                    |
| عدد أفراد الطاقم          | 8                                      |

## فلاك 18، 36 و37

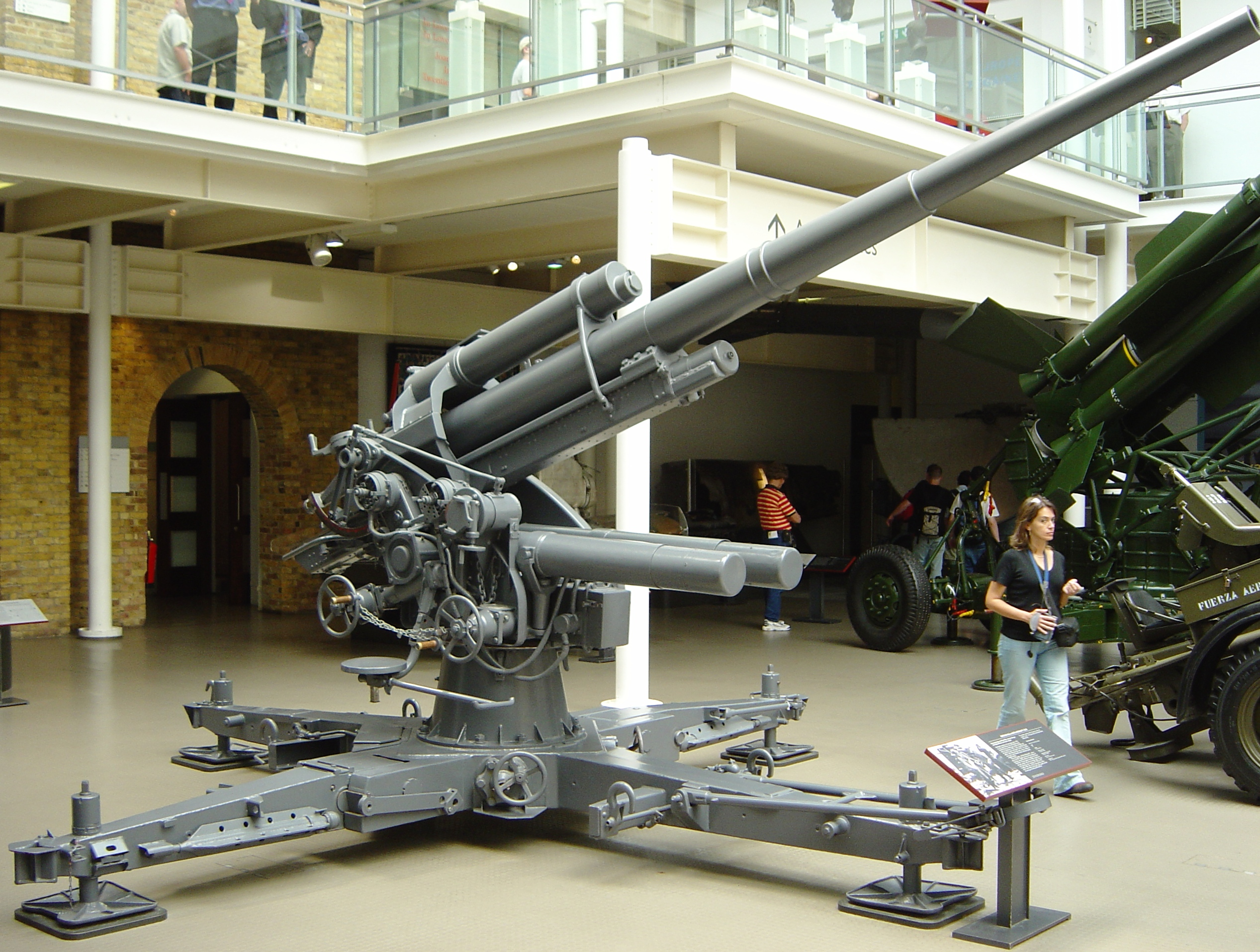
مدفع فلاك 18 يعرف بماسورته أحادية الأنبوب

أولى النماذج ظهرت سنة 1928، حيث تم تصميم مدفع ذو ماسورة مكونة من قطعة واحدة، ذو قاعدة رباعية بشكل صليبي ولعملية نقله تركب له 4 عجلات للسماح بجره، كان المدفع مزودا بنظام إطلاق نصف أتوماتيكي بسيط حيث يقوم الطاقم بتلقيمه بالقذيفة ومن ثم يطلق النار، يرتد، وفي أثناء ارتداده يلقي بغلاف القذيفة إلى الوراء، سهولة العميلة جعلت معدل كثافة النيران تبلغ ما بين 15-20 قذيفة في الدقيقة وهو ما مكنه من التفوق على جميع منافسيه ذلك الوقت. كان يجري استخدام القذائف شديدة الانفجار (High Explosive) ضد الطائرات والأفراد واستخدام القذائف شديدة الانفجار المضادة للدبابات (HEAT) والقذائف الخارقة للدروع (armour-piercing) ضد الدبابات والعربات المصفحة.
بدأ الإنتاج بكثافة ابتداء من سنة 1933 والذي ترافق مع وصول النازيين للسلطة وخلال التدخل الألماني في الحرب الأهلية الإسبانية تم إرسال أعداد مدفع فلاك لدعم القوميين الإسبان الذي يقودهم الجنرال فرانكو وأثبت المدفع بسرعة أنه أفضل مضاد للطائرات في وقته كما تم استعماله كمضاد للعربات اعتمادا على عياره الكبير وسرعة قذيفة التي تتيح اصابة وتدمير الأهداف بعيدة المدى وأظهرت هذه التجربة أيضا للألمان بعض النقائص التي من بينها وزنه الكبير.
في سنة 1936 ظهرت نسخة فلاك 36 بعد مجموعة من التحسينات والتطويرات التي أدخلت على سابقتها ومن بينها جعل المدفع ذو ماسورة مكونة من قطعتين مما يتيح سهولة تغيير الأنابيب بعد سخونتها، كما تم تعديل هيكله المعدني ومركبته القاطرة مما صار يتيح له في الحالات الطارئة القذف حتى في حالة ثباته على عجلات القاطرة من دون أن تكون ركائزه المعدنية مثبتة على الأرض كما تم إضافة تدريع يتيح حماية العاملين عليه نظرا لزيادة الاعتماد عليه في الحروب البرية.
النسخة الموالية جرى تسميتها فلاك 37 وتم فيها تطوير نظام التحكم بالنار وهو ما جعله أكثر ملائمة لإطلاق النار في الوضع الثابت بدل المتحرك.

## فلاك 41

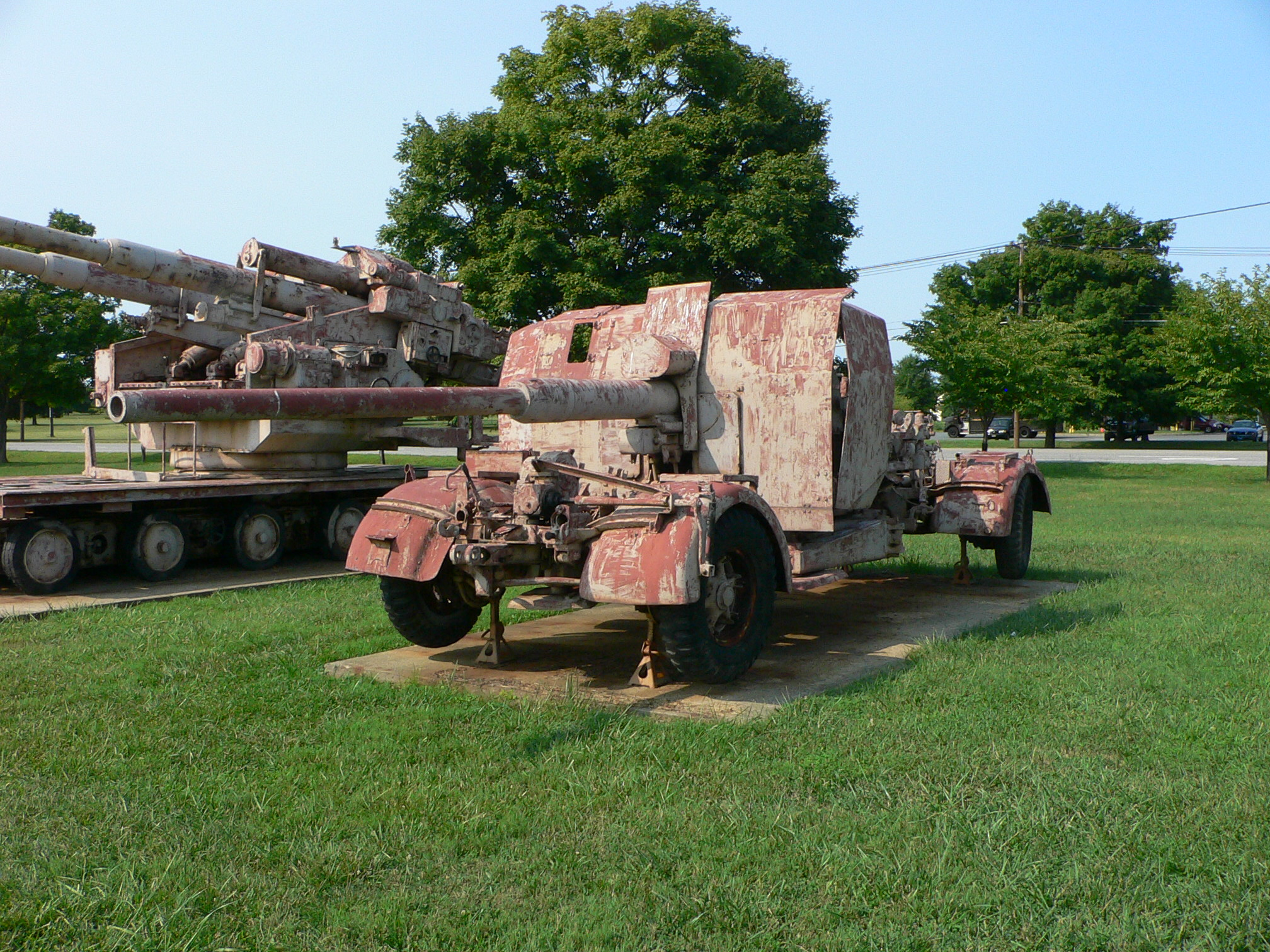
مدفع فلاك 41

بسبب صعوبة الدفاع ضد للطائرات عالية الارتفاع طلب سلاح الجو الألماني سلاحا جديدا تكون مواصفاته أعلى، وجاء الرد من شركة راينميتال التي صممت مدفع 88 ملم جديد يستعمل قذائف ذات طول أكبر، وهو فلاك 41، نموذجه الأولي كان جاهزا سنة 1941، استعمل المدفع الجديد قذائف تزن 9.4 كلغ بسرعة أولية تبلغ 1000 متر/ثا ما جعل مدى اصابته الفعالة للأهداف الجوية يبلغ 11.3 كلم، أما المدى الأقصى فبلغ 15 كلم، فوصفه الجنرال اوتو فيلهلم فون رنز بأنه: «تقريبا يعادل الـ 128 ملم» كما أن معدل كثافة نيرانه بلغ 20-25 طلقة في الدقيقة متجاوزا النسخ السابقة.
أبرز ما كان يعيب فلاك 41 تعقيده، ومشاكله مع الذخيرة بسبب أن غلاف القذيفة الفارغ يعلق ولا يخرج آليا بعد عملية القذف ويستلزم لذلك تدخل الطاقم لإخراجه بالقوة وهو أمر غير مناسب في ظروف مثل الحروب وتم تعديل ماسورة المدفع التي كانت في البداية مكونة من 4 قطع وجعلها بـ 3 قطع لكن بقي الاشكال متواصلا. كل هذا جعل الألمان ينتجونه بأعداد قليلة نسبيا، 556 نسخة فقط جرى تصنيعها. أيضا تم ابقاء المدفع فقط في ألمانيا حيث هناك يمكن صيانته وابقاءه في الخدمة.

## الأعداد المنتجة
تم خلال الحرب إنتاج آلاف الأعداد من مدفع فلاك 88 بمختلف نسخه:
|               | قبل الحرب | 1939 | 1940  | 1941  | 1942  | 1943  | 1944  | 1945 | المجموع |
| ------------- | --------- | ---- | ----- | ----- | ----- | ----- | ----- | ---- | ------- |
| فلاك 18/36/37 | 2,459     | 183  | 1,130 | 1,998 | 3,052 | 4,712 | 6,482 | 738  | 20,754  |
| فلاك 41       | 0         | 0    | 0     | 0     | 48    | 122   | 290   | 96 ؟ | 556     |

## التاريخ القتالي

### الدفاع الجوي
شكل مدفع فلاك 88 العمود الفقري للدفاع الجوي الألماني ضد حملات القصف الجوي التي كانت تشنها قوات الحلفاء ضد المدن والمصانع والبنى التحتية الألمانية، حيث تم تنظيم القوات في بطاريات، 4 مدافع لكل بطارية، وباستثناء تخصيص بعضها للبحرية، كانت الأغلبية الكبيرة من البطاريات الموجودة في ألمانيا تابعة لسلاح الجو الألماني.
رغم عدم قدرته على إسقاط كل المقنبلات عالية الارتفاع إلا أن الـ"88" تسبب في خسارة قوات الحلفاء لحوالي 100.000 من قواتهم أثناء حملات القصف التي شنوها.

### دعم القوات البرية

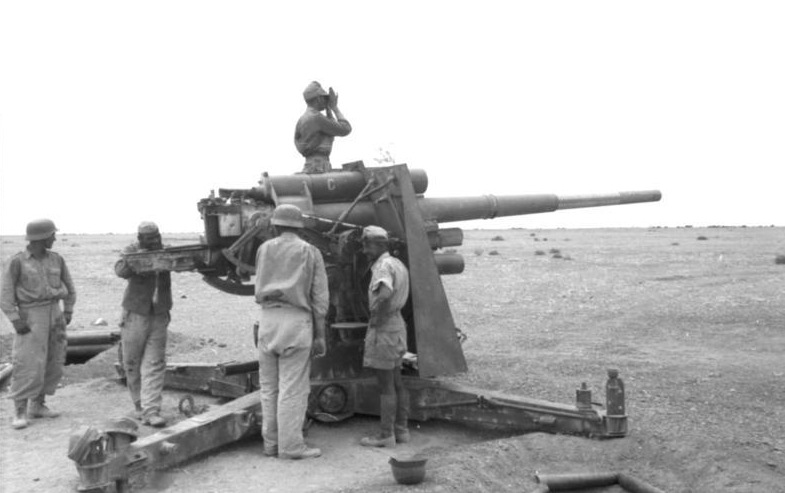
الـ"88" في شمال أفريقيا

رغم أن أداء المدفع كان جيدا كمضاد للطائرات إلا أن بروزه الأكبر كان في استعماله كمضاد للدبابات نظرا لتصميمه البارع الذي يتيح له القذف تحت خط الافق، وقد عرف المدفع أولى استعمالاته خلال الحرب الأهلية الإسبانية بعد أن ارسلت عدة وحدات ألمانية إلى هناك لدعم القوميين وهناك استعمل لأول مرة كمضاد للدبابات حيث استعمل لايقاف هجوم للشيوعيين بدبابات تي-26 السوفياتية التي لم تكن دبابات بانزر-1 وبانزر-2 قادرة آنذاك على مقاوتها.
خلال الحرب العالمية الثانية، استخدم من قبل الجيش النازي في كل الجبهات دون استثناء، حيث واجه الفيرماخت في عديد المرات دبابات قوية التدريع لم يكن ما يتوفر من دبابات بانزر قادرا على اختراق تدريعها، مثل دبابات تشار بي1 وماتيلدا-2 أثناء معركة فرنسا. ففي معركة آراس حاول الفرنسيون والبريطانيون شن هجوم معاكس على أجنحة القوات الألمانية التي كانت تتقدم محاولة حصار القوات الفرنسية والبريطانية المتواجدة في بليجيكا وقطع خط الامدادات بينها وبين باقي القوات في فرنسا. يروي إرفين رومل قائد فرقة البانزر السابعة في مذكراته، أن قواته لاحظت عدم قدرة دبابات بانزر ومدافع 37 ملم المضادة للدبابات على اختراق تدريع دبابات ماتيلدا-2، وأنه التحق بقواته ليقود المعركة بنفسه، وبعد مشاهدته لوجود إحدى وحدات فرقته على إحدى التلال مع مدافع فلاك 88 ومع تقدم القوات البريطانية للهجوم، أمرهم رومل بتوصيب النيران على دبابات ماتيلدا-2 وكان بنفسه يوجه المدافع لأهدافها، فنجح الـ"88" في اختراق درعها ذو الـ 84 ملم من على مسافة 2 كلم وتم تدمير عدد منها ما اضطر البريطانيون للانسحاب وفشل بالتالي هجومهم.و خلال معركة فرنسا ككل تمكن المدفع من تدمير 152 دبابة و151 مخبئ محصن.

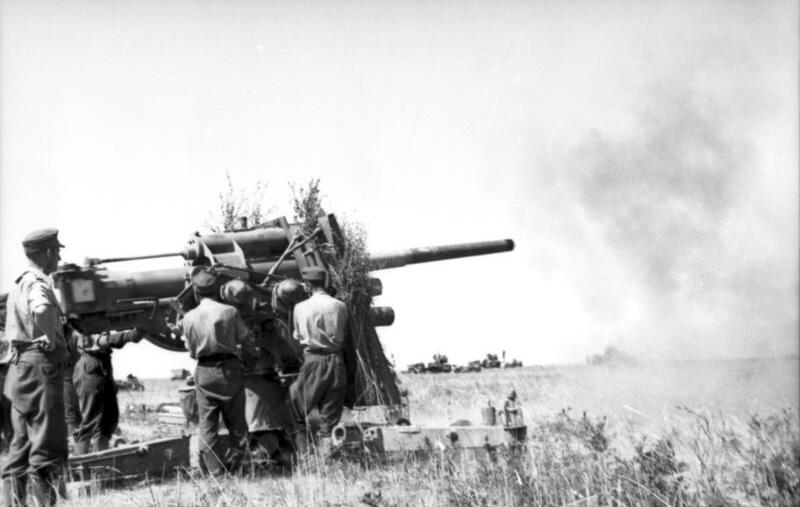
فلاك 88 في جنوب روسيا أثناء عملية باربروسا

خلال حملة شمال أفريقيا، استخدم رومل المدفع بأكبر فعالية، فقد كان يقوم بجذب دبابات الجيش الثامن البريطاني إلى كمائن حيث تتظاهر قواته بالانسحاب ما يجعل دبابات البرطانيين تلاحقهم حينها تقوم مدافع فلاك 88 المخفية باصطيادها من على مدى أبعد من مدى مدافع دبابات البريطانيين ومدافعهم. خلال 1941 تمكنت اثنان من كتائب فلاك من تدمير 264 دبابة.
في الحملة على الاتحاد السوفياتي قامت ألمانيا بنشر 51 حملة على كتيبة فلاك كان أكثرها تابعا لسلاح الجو الألماني وذلك بمعدل كتيبة لكل فيلق. وهناك أيضا تواصل استعمال المدفع كمضاد للدبابات خصوصا وأن ظهور دبابة تي-34 ودبابة "KV" أربك اطقم الدبابات والفرق المضادة للدبابات الذين لم تتمكن مدافعهم ذات 37 و50 ملم من اختراق تدريع الدبابات السوفياتية الا على مدى قريب.

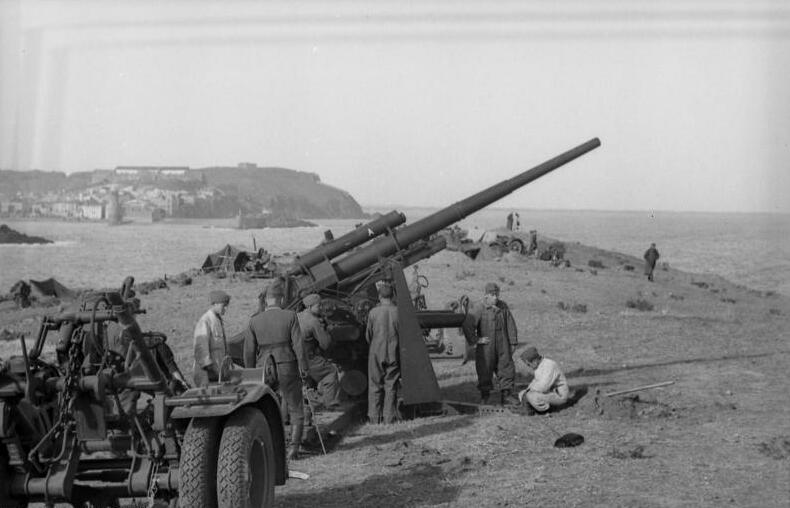
الـ"88" منصب على احدى سواحل جنوب فرنسا

فعالية الـ "88" الأكبر كانت عند استعماله في أراض منبسطة ومفتوحة مثل ليبيا، مصر والجبهة الشرقية مقارنة باستعماله على الجبهة الغربية في معارك إيطاليا وشمال فرنسا. كما أن نجاحه المتواصل جعل قوات الحلفاء تتخذ عديد الخطوات للحماية منه في تصاميم الدبابات الجديدة.

### الدفاع عن السواحل
في 12 سبتمبر 1942 تم استعمال المدفع لإفشال إحدى عمليات سلاح البحرية البريطاني لانزال فرقة كوموندو بالقرب من مدينة طبرق متسببا في الحاق دمار كبير بالمدمرة البريطانية "HMS Sikh" والتي غرقت فيما بعد.